# セルラー・ダイナミクス・インターナショナル
セルラー・ダイナミクス・インターナショナル(略称シーディーアイ、またはCDI)はiPS細胞及びiPS細胞から分化したヒトの細胞を開発・製造する米国のバイオベンチャー会社。2004年に設立され、2013年7月に米NASDAQに上場した。2015年4月に富士フイルムホールディングスが買収した。

## 概要
2004年にヒトES細胞の制作方法を発見したウィスコンシン大学のJames Thomson教授によってマディソン市に設立された。ウィスコンシン州とカリフォルニア州の二ヶ所に研究施設を持つ。2014年時点の社員は約150人。
2010年に京大の知的財産管理会社は、CDIに対して海外の会社としては初めて、山中伸弥京都大教授らが開発した基本特許を非独占的なライセンス供与する契約を結んだと発表した。
独自の大量生産技術を武器に、iPS細胞から分化した心筋細胞、神経細胞、肝細胞、血管内皮細胞などを世界中の医療機関や研究機関向けに製造・販売している。
またCDI社は、California Institute for Regenerative Medicine（CIRM）からiPS疾患細胞バンクの樹立を委託されている。
2014年度業績は売上高が約1670万ドル（約20億円）に対し、営業損益は3000万ドル(約36億円)の赤字。
2015年4月に富士フイルムホールディングスが、直近の株価の倍以上となる1株＝16.5ドル、総額3億0700万ドル（約370億円）でTOB（株式公開買い付け）した。

## 評価
2010年にMIT Technology ReviewによりCDIの心筋細胞がTop 10 Emerging Technologiesにランクインされた。同年にThe Scientist誌にCDIの心筋細胞がTop 10 Innovationsとしてランクされた。2012にはCDIのMyCellが同じカテゴリーにランクインされた。2011年にはウォール・ストリート・ジャーナルによりTechnology Innovation Awardを受賞した。